# Akinori Nakayama

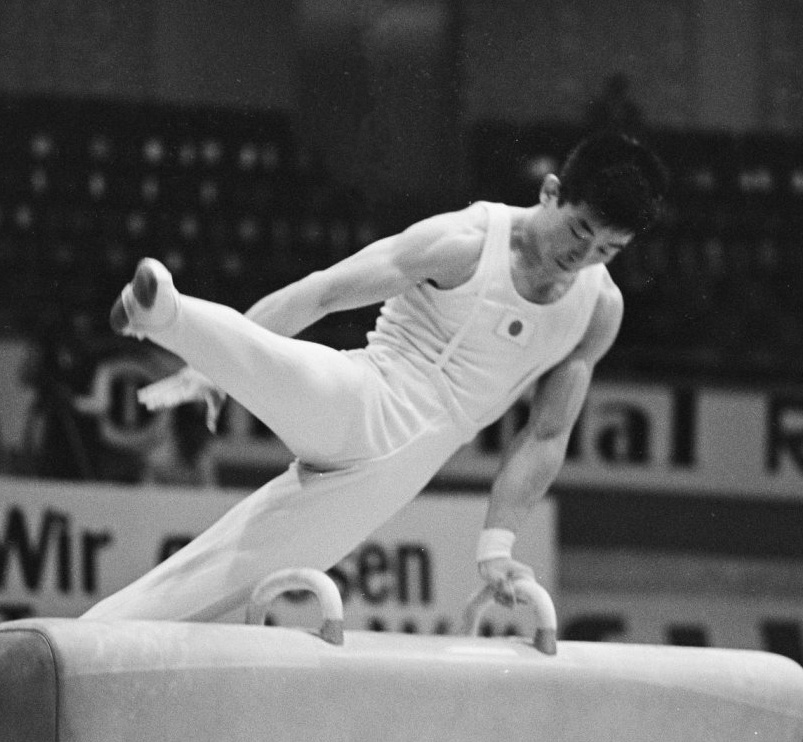
Akinori Nakayama, 1966

Akinori Nakayama (jap. 中山 彰規 Nakayama Akinori; * 1. März 1943 in der Präfektur Aichi; † 9. März 2025) war ein japanischer Kunstturner. Er nahm an den Olympischen Spielen in Mexiko (1968) und München (1972) teil und gewann sechs Goldmedaillen.
Am 21. Mai 2005 wurde er in die International Gymnastics Hall of Fame aufgenommen.

## Sportliche Erfolge
Akinori Nakayama war der erfolgreichste männliche Teilnehmer der Olympischen Spiele 1968. Insgesamt gewann er bei Olympia sechsmal Gold, zweimal Silber und zweimal Bronze (10 Medaillen). Damit steht er in der ewigen Bestenliste Olympischer Sommerspiele auf Platz 18 und ist nach seinem Landsmann Sawao Katō der erfolgreichste asiatische Sportler bei den Spielen (Stand 2024). Neben den olympischen Erfolgen wurde er sieben Mal Weltmeister.

### Olympische Erfolge
1968
- Gold mit der Mannschaft
- Gold an den Ringen
- Gold am Reck
- Gold am Barren
- Silber am Boden
- Bronze im Mehrkampf

1972
- Gold mit der Mannschaft
- Gold an den Ringen
- Silber am Boden
- Bronze im Mehrkampf

### Weltmeisterschaften
- 1966 Mehrkampf Mannschaft
- 1966 Boden
- 1966 Reck

- 1970 Mehrkampf Mannschaft
- 1970 Boden
- 1970 Barren
- 1970 Ringe

## Einzelnachweis
1. ↑  Gymnastics:Japan's 6-time Olympic gold medalist Akinori Nakayama dies at 82. In: english.kyodonews.net. 17. März 2025, abgerufen am 17. März 2025 (englisch).

| Personendaten    | Personendaten           |
| ---------------- | ----------------------- |
| NAME             | Nakayama, Akinori       |
| KURZBESCHREIBUNG | japanischer Kunstturner |
| GEBURTSDATUM     | 1. März 1943            |
| GEBURTSORT       | Präfektur Aichi         |
| STERBEDATUM      | 9. März 2025            |